# Holzernte

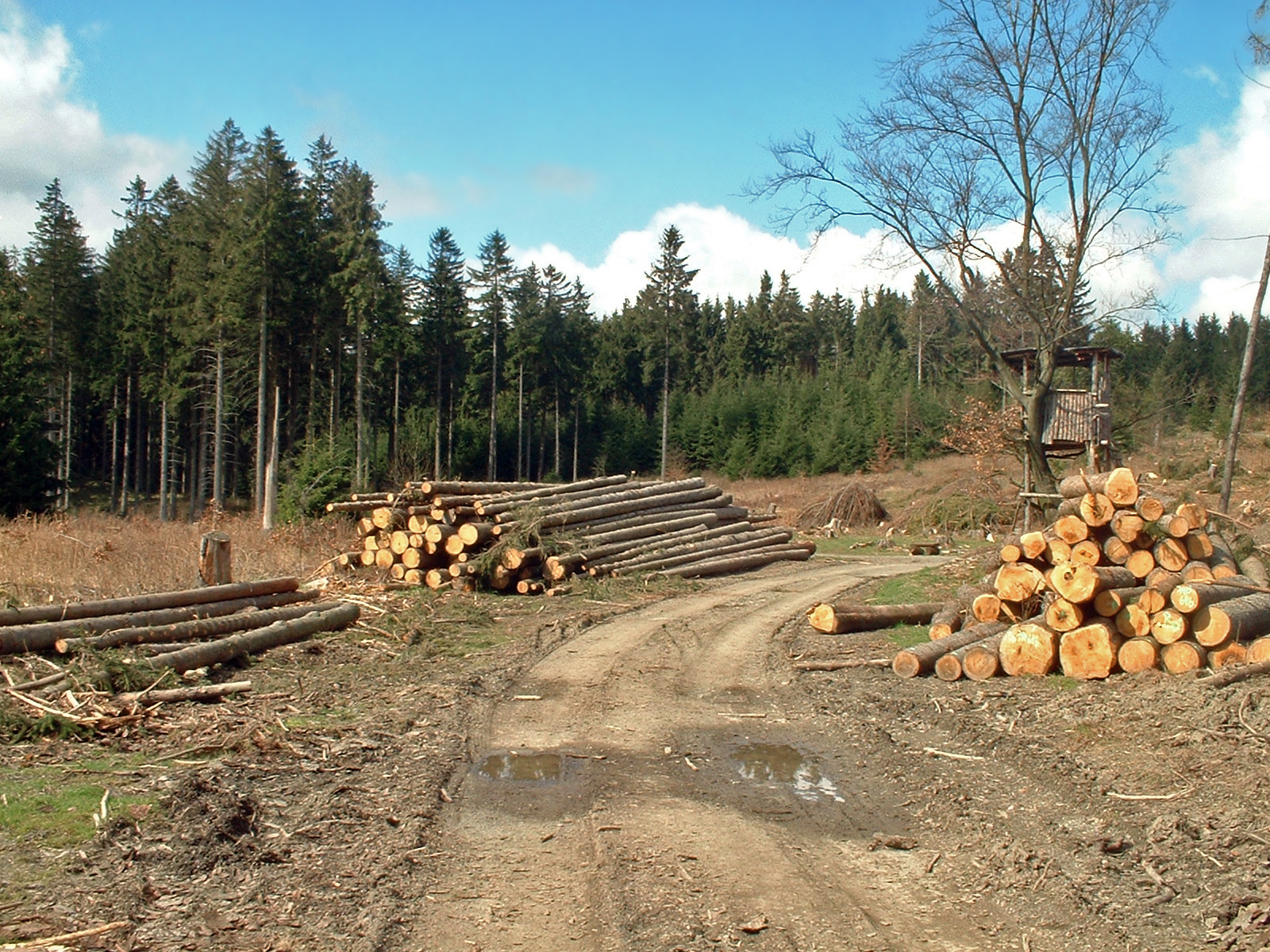
Rohholz am Sammelplatz, bereit zur Abfuhr mit Lastkraftwagen

Die Holzernte ist der Einschlag (stehender) Bäume aus einem Wald oder einer Holzplantage, um diese in einen verkaufs- oder verwendungsfähigen Zustand zu überführen. Die Holzernte beginnt mit dem Fällen des Baumes und endet üblicherweise mit dem Transport zu einem Sammelplatz (Polterplatz), von dem aus ein Abtransport mit Lastwagen möglich ist. Hierbei handelt es sich um ein komplexes Verfahren, das entscheidend ist, um Einnahmen zu erzielen. Die Holzernte ist der Arbeitsschritt, bei dem die Investitionen, die in der Umtriebszeit gemacht wurden, abzupuffern.
Bei der Holzernte wird zwischen motormanueller und vollmechanisierter Holzernte unterschieden. Bei der motormanuellen Holzernte wird der Baum mit einer Motorsäge, bedient von einem Waldarbeiter (ehemals Holzfäller), gefällt, entastet und sortimentiert. Bei vollmechanisierter Holzernte kommen Kranvollernter (Harvester) und Forwarder zum Einsatz.
Die Holzernte ist ein gefährlicher Arbeitsschritt, den Laien nicht durchführen sollten. Jedes Jahr kommt es zu tötllichen Unfällen, 2023 wurden in Deutschland 33 Personen getötet. Bei der motormanuellen Holzernte, und bei allen anderen Arbeiten mit der Motorsäge, sollten immer eine persönliche Schutzausrüstung (PSA) getragen werden. Diese besteht aus
- einem Schutzhelm mit Gesichtsschutz (Visier) und Gehörschutz
- einer Schnittschutzhose
- Schnittschutzschuhen
- Arbeitshandschuhen
- Oberbekleidung mit großflächiger Signalfarbe

## Organisatorischer Arbeitsablauf der Holzernte
Im Wesentlichen lässt sich die Holzernte in zwei organisatorisch und auch zeitlich getrennte Arbeitsabläufe aufteilen: Den Holzeinschlag und die Holzbringung. Doch mit zunehmender Mechanisierung der Waldarbeit eröffnen sich auch Möglichkeiten, Holzeinschlag und Bringung mittels eines sogenannten Harwarder (= Har(vester) + (For)warder) in einem Arbeitsvorgang zu erledigen.

### Holzeinschlag

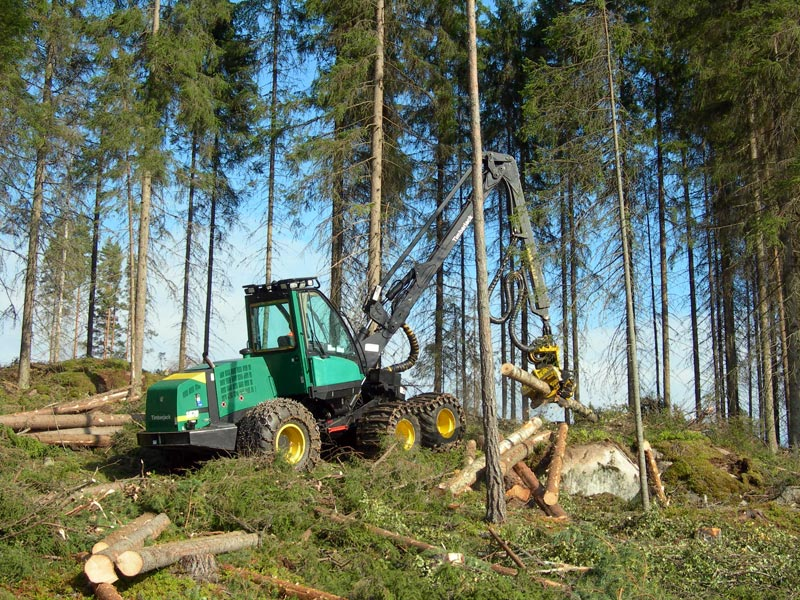
Holzeinschlag mit einem Holzvollernter

Der Holzeinschlag, auch als Holzfällung oder Schlägerung bezeichnet – klassischerweise durchgeführt vom Holzfäller – umfasst die eigentliche Fällarbeit und die anschließenden Aufarbeitung des gefällten Baums. Das Spektrum der Möglichkeiten reicht von rein manueller Arbeitsweise mit primitiven Werkzeugen bis zu hochmechanisierten Verfahren wie dem Holzvollernter.
Fällarbeit
Das Trennen des Baumstammes vom Wurzelstock und das gezielte Ablegen am Fällort.
Aufarbeitung
Die Entastung und Entwipfelung des gefällten Baumes sowie die Aufteilung des Stammes in kürzere Teile zur Einteilung der Sortimente oder zur Erreichung der Transportfähigkeit. Im Falle von Rohholz erfolgt in aller Regel noch die Feststellung der Güteklasse sowie die Vermessung der aufgearbeiteten Stammteile, sofern dies nicht erst im aufnehmenden Werk durchgeführt wird.
Entrindung
Nadelholz wurde ursprünglich manuell meist am Fällort entrindet. Heutzutage erfolgt die Entrindung fast nur noch maschinell, entweder nach der Holzbringung am Waldlagerort oder im Werk.

### Holzbringung

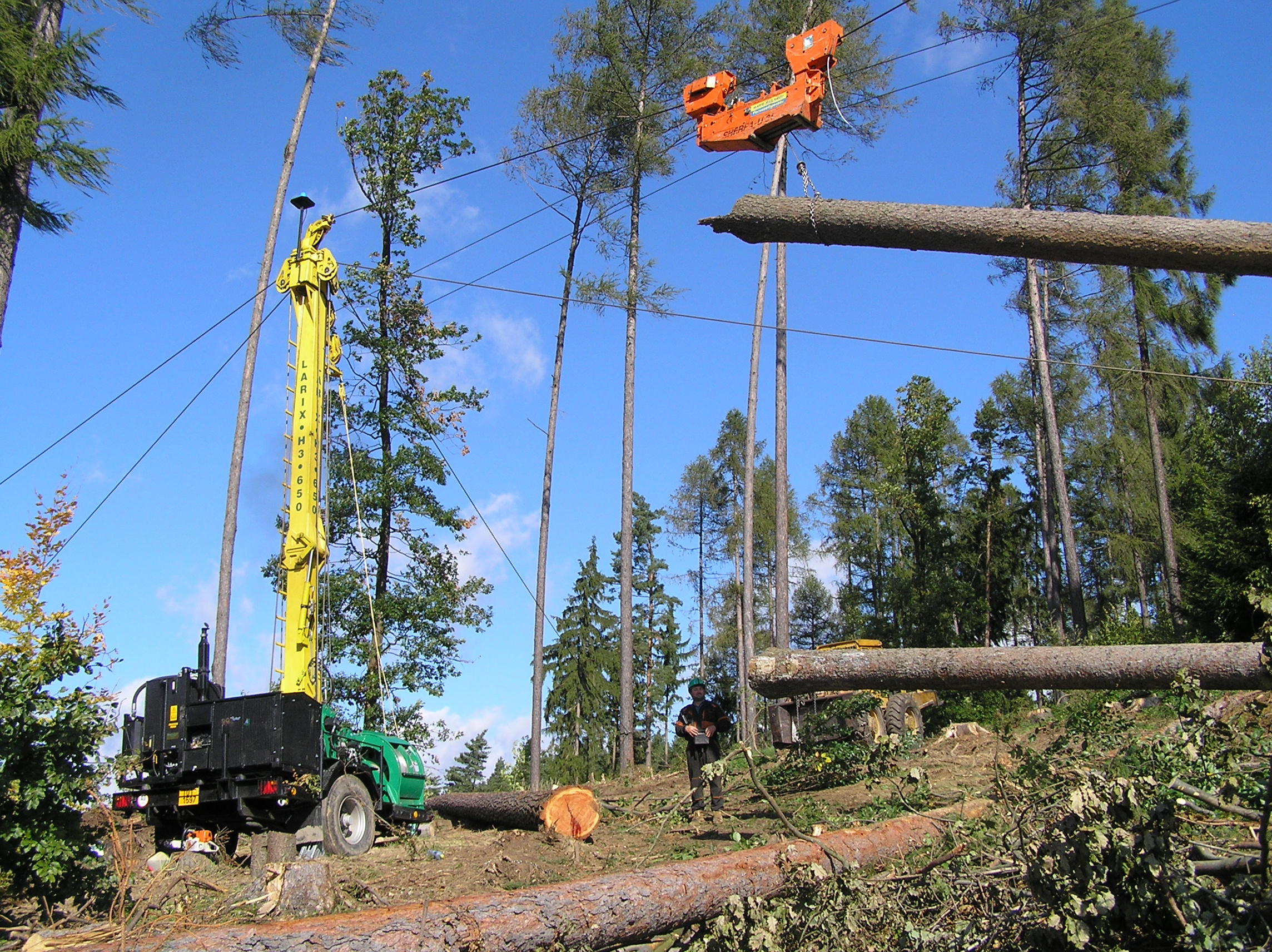
Holzbringung mit Kippmast-Seilkran

Holzbringung und Holzeinschlag werden – aus Gründen der Gefahrvermeidung und der Optimierung des Arbeitsablaufes – meist zeitlich getrennt durchgeführt. Doch auch eine enge Verzahnung zwischen Holzeinschlag und Holzbringung kann erforderlich sein, beispielsweise bei beengten Platzverhältnissen oder in Steillagen.
Die Holzbringung umfasst zunächst die Verbringung der aufgearbeiteten Stammteile zu einem Sammelplatz, von dem aus die Abfuhr mit Lastkraftwagen zum Abnehmer möglich ist. Die verschiedenen Holzsortimente werden dort dann fast immer in einer geordneten Weise haufenartig zu Holzganter oder zu Holzstößen gebündelt.
Möglich sind folgende Verfahren zur Holzbringung:
Holzrücken mit Rückefahrzeug
Dies ist die häufigste Methode. Dabei kann es sein, dass in empfindlichen oder unzugänglicheren Waldteilen mit kleineren Fahrzeugen (oder anderen Methoden) vorgerückt wird und der Endtransport zum Waldlagerplatz separat erfolgt. Beispiele für (Holz-)Rückefahrzeuge sind: Forwarder, Forstschlepper. Der Elliator kann ebenfalls zur Holzrückung genutzt werden, findet aber heute kaum Anwendung.

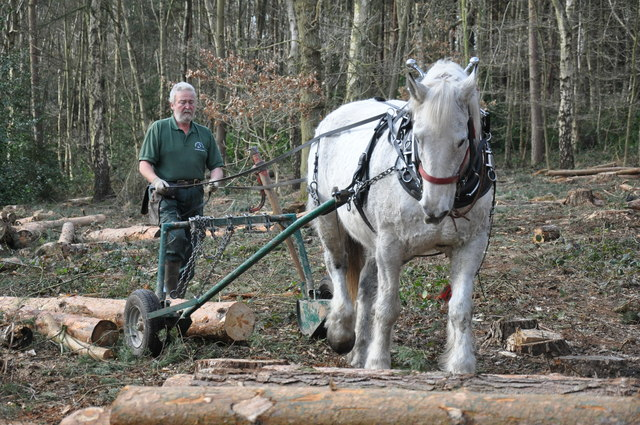
Holzrücken mit Rückepferd
Dies war einmal die gängige Methode. Heutzutage wird dies nur noch in seltenen, besonders sensiblen Fällen (z. B. im Wasserschutzgebiet) oder auch aus Liebhaberei durchgeführt. Der Einsatz von Pferden zum Rücken ist in einem Wirtschaftswald nicht sinnvoll.
Holzen
Eine andere Bezeichnung ist „Treiben“. In gebirgigen Gegenden wurde früher das Holz mit Hilfe eines Sappie an ausreichend steilen Abhängen „getrieben“. Schnee oder Regen erleichterten die Arbeit. Bei entsprechendem Mengenanfall konnte auch eine sogenannte Riese errichtet werden. Dies war eine regelrechte Rutschbahn, die aus passenden Baumstämmen errichtet wurde. Der Resttransport erfolgte dann entweder mittels Rückepferd oder auch durch Triften. Das manuelle Treiben über kurze Strecken wird auch heute noch durchgeführt, beispielsweise im Zusammenhang mit der Seilbringung.
Seilbringung
in Hanglagen oder sonstigen unzugänglichen Gegenden kann Holz mit einer temporär aufgebauten Seilbahn zu einem Zwischen- oder Endlagerplatz gebracht werden.
Hubschrauberbringung
Dieses Verfahren wird alternativ zur Seilbringung dort angewendet, wo die Aufstellung einer temporären Seilbahn unwirtschaftlich oder gar nicht möglich ist. Dieses Verfahren wird auch Heli-Logging genannt. Dieses Verfahren ist jedoch durch den sehr hohen Kostenaufwand geringzuhalten.

### Holzaufnahme
Ein Bestandteil der Holzernte ist auch die sogenannte „Holzaufnahme“. Dies ist das Aufnehmen der in aller Regel bereits festgestellten Güteklasse und Abmessung in einem elektronischen Speichermedium oder auf Papier. Dies kann im Zuge der Aufarbeitung erfolgen oder als separater Arbeitsgang nach der Holzbringung am Holzsammelplatz. Nicht unüblich ist die Durchführung der Holzaufnahme durch den Waldbesitzer oder einen Förster, da damit auch eine gewisse Kontrollfunktion verbunden ist.
Zunehmend wird die Holzaufnahme jedoch zum aufnehmenden Werk verlagert, da dort die Feststellung von Abmessung und Güte mittels heutiger Technik kostengünstiger erfolgen kann als im Wald. Dadurch entfällt auch die sogenannte „Holzübernahme“ im Wald, bei der die preisbestimmenden Holzmerkmale gegenseitig anerkannt werden und die Gefahr des Verlustes und Untergangs vom Waldbesitzer auf den Holzkäufer übergeht.

## Holzerntemengen
Detaillierte Daten in Holzeinschlagstatistiken zur Holzernte nach Jahren werden in Deutschland vom Statistischen Bundesamt, in Österreich vom Bundesministerium für Land- und Forstwirtschaft, Regionen und Wasserwirtschaft, in der Schweiz vom Bundesamt für Statistik und in Luxemburg von der Statistikbehörde STATEC veröffentlicht. Nachfolgend ein Überblick zum Gesamteinschlag in diesen Ländern:
| Jahr | Deutschland | Österreich | Schweiz | Luxemburg |
| ---- | ----------- | ---------- | ------- | --------- |
| 2014 | 54.356,2    | 17.088,6   | 4.913,2 | 405,6     |
| 2015 | 55.612,7    | 17.549,5   | 4.551,9 | 438,1     |
| 2016 | 52.193,5    | 16.763,0   | 4.459,0 | 382,0     |
| 2017 | 53.490,7    | 17.647,1   | 4.687,5 | 432,7     |
| 2018 | 64.550,3    | 19.192,1   | 5.198,2 | 526,9     |
| 2019 | 68.872,4    | 18.903,7   | 4.614,0 | 452,8     |
| 2020 | 80.420,4    | 16.789,6   | 4.802,2 | 411,3     |
| 2021 | 82.957,0    | 18.420,3   | 4.997,9 | 331,0     |
| 2022 | 78.686,2    | 19.357,9   | 5.178,4 | 274,5     |
| 2023 | 70.606,5    |            |         | 328,5     |

## Sonstige Holzernteverfahren
In Energieholzplantagen orientiert sich das Ernteverfahren weniger an der klassischen Holzernte. Eine mögliche Methode ist dort der Einsatz von entsprechend angepassten Feldhäckslern. Ebenfalls nicht in das vorherrschende Schema der Holzernte passt die Erzeugung von Hackschnitzel im Wald mit Hilfe eines Hackschnitzelharvester.